# 松岡の御柱祭
松岡の御柱祭（まつおかのおとうまつり）は、兵庫県豊岡市日高町松岡で行われる祭。婆々焼祭（ばばやきまつり）とも呼ばれる。1993年（平成5年）3月29日、日高町（2005年以降は豊岡市）の無形民俗文化財に指定された。

## 概要
松岡の御柱祭は毎年4月14日に開催され、竹と藁で作られた土台に、「御柱松」と呼ばれる老婆に見立てた藁人形を括り付けた松の柱を立て、火をつける。この祭は雅成親王の妻・幸姫にまつわる伝承に基づく。

## 伝承
1221年（承久3）の承久の乱に伴って但馬国高屋（現在の豊岡市）へ配流された雅成親王を追った身重の幸姫が、この地で産気づき出産した。老婆に高屋まであと何日かかるかと尋ねたところ、老婆は意地悪くまだ20日はかかると実際よりも長い日数を答えた。生きてたどり着くことができないと絶望した幸姫は円山川へ身を投げて死んでしまった。それ以来、毎年洪水が起きるようになったため、彼女の霊を鎮めるために祀ったのが祭の始まりだと伝えられる。
田の虫を燃やす祈願から生じた行事が、承久の乱と物語的に結びつけられたものであるという見方もある。

## その他
1960年（昭和35）当時、旧国府村内の松岡・土居・上郷・府市場などでは4月14日に「頭屋神事」が行われ、「オトウ」「オトウマツリ」と呼ばれていた。
1960年代までは御柱松を燃やして吉凶を占う火祭りが上郷・土居・府市場・野々庄・芝でも行われていたようであるが、ばば焼きと重ねられたことで、松岡にのみ残ったという見方もある。

## ギャラリー

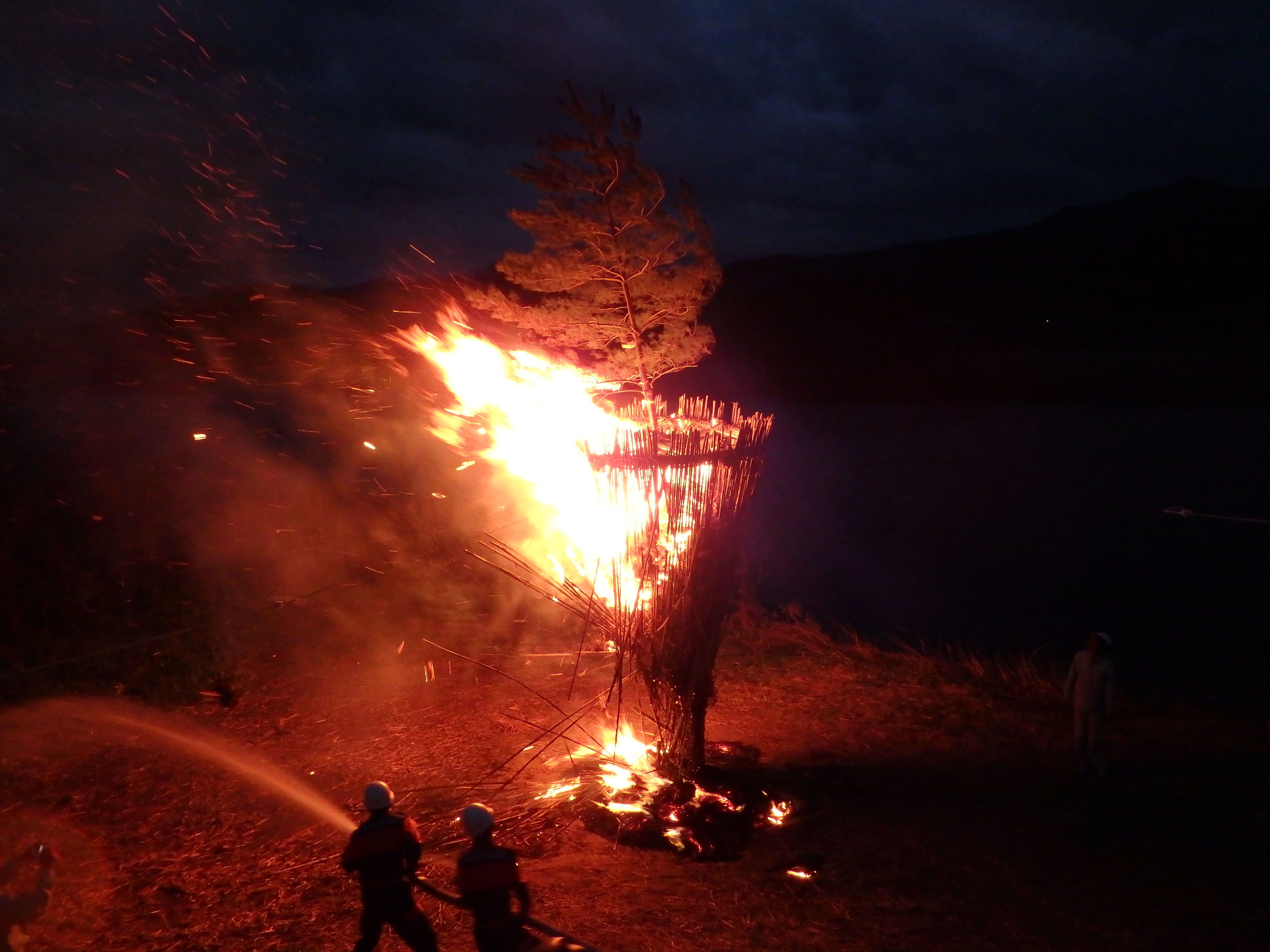
松岡の御柱祭り
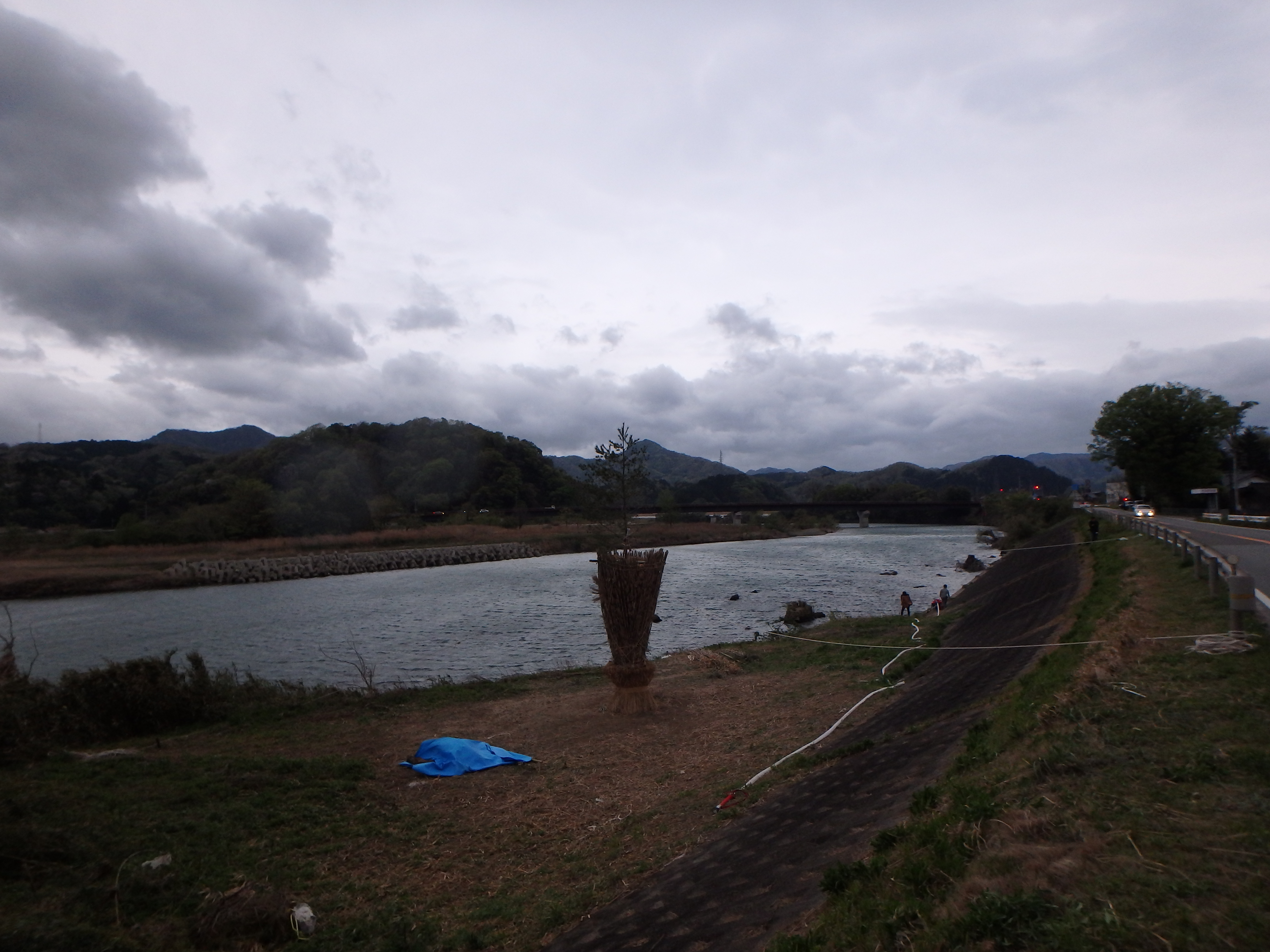
松岡の御柱祭り（点火前）